# Смирнов, Александр Иванович (физик)
Александр Иванович Смирнов (род. 18 июля 1951 года) — советский и российский физик, специалист в области физики конденсированного состояния, академик РАН (2025).

## Биография
Родился 18 июля 1951 года.
В 1974 году — окончил Московский физико-технический институт.
В 1978 году — защитил кандидатскую, а в 1988 году — докторскую диссертации.
В 2019 году — избран членом-корреспондентом РАН.
В 2025 году — избран академиком РАН.
Главный научный сотрудник международной лаборатории физики конденсированного состояния НИУ-ВШЭ, профессор базовой кафедры физики низких температур Института физических проблем имени П. Л. Капицы РАН НИУ-ВШЭ.

## Научная деятельность
Специалист в области физики магнитных явлений.
Основные научные результаты:
- выполнил пионерские исследования спин-волновой турбулентности в антиферромагнетике. Для неравновесных состояний, возникающих в спиновой системе под действием электромагнитной накачки, обнаружил режимы хаотического перераспределения магнонов и экспериментально определил топологическую структуру аттракторов спин-волновой турбулентности;
- в оригинальных экспериментах с возбуждающими и зондирующими накачками обнаружил взаимное притяжение магнонов в антиферромагнетике;
- выполнил ряд работ по изучению квантово-разупорядоченных (спин-жидкостных) магнитных систем в кристаллах, обнаружил сигналы магнитного резонанса наноскопических спиновых кластеров, образующихся в спин-жидкостных магнетиках при немагнитном допировании и определил размер этих кластеров;
- экспериментально обнаружил явление микроскопического фазового разделения в точке магнитного упорядочения, индуцируемого в спин-жидкостных магнетиках немагнитными примесями;
- обнаружил тонкую структуру спинонного континуума антиферромагнитных спиновых цепочек.

Автор 77 научных работ.